# Canton de Guéret-Nord
Le canton de Guéret-Nord est une ancienne division administrative française située dans le département de la Creuse et la région Limousin.

## Géographie
Ce canton est organisé autour de Guéret dans l'arrondissement de Guéret. Son altitude varie de 283 m (Jouillat) à 685 m (Guéret) pour une altitude moyenne de 424 m.

## Représentation

### Conseillers généraux de l'ancien canton deGuéret(1833 à 1973)
| Période | Période      | Identité                   | Étiquette           | Qualité |
| ------- | ------------ | -------------------------- | ------------------- | --- |
| 1833    | 1852         | André Leyraud              | Droite              | Avocat, poète, maire de Guéret (1815-1834) Député (1815, 1831-1849) Président du Conseil Général                                                            |
| 1852    | 1871         | Louis Jarrit-Delille       |                     | Avocat puis Vice-Président du Tribunal de Guéret Maire de Guéret                                                                                            |
| 1871    | 1885 (décès) | Joseph Edmond Fayolle      | Républicain modéré  | Avocat - Maire de Guéret (1876-1878) Député (1848-1849) - Sénateur (1876-1885) Président du Conseil Général Ancien conseiller général du Canton de Jarnages |
| 1885    | 1889         | Paul Laroche               | Gauche Opportuniste | Maire de Guéret (1878-1886) Sénateur (1885-1894) |
| 1889    | 1900 (décès) | Gervais Rousseau           | Républicain         | Propriétaire à Sainte-Feyre |
| 1900    | 1907         | Louis Byasson              | Républicain         | Médecin à Guéret, conseiller d'arrondissement |
| 1907    | 1913         | Pierre-Théophile Mallet    | Rad.                | Pharmacien à Guéret |
| 1913    | 1934 (décès) | Baptiste Peignaud          | Rad.                | Caissier à la Caisse d'épargne de Guéret |
| 1934    | 1935 (décès) | Louis Auclair (1883-1935)  | Rad.                | Négociant en vins Premier adjoint au Maire de Guéret, conseiller d'arrondissement                                                                           |
| 1935    | 1937         | Sylvain Blanchet           | SFIO                | Secrétaire général de l'Union des Coopératives Agricoles Adjoint au Maire de Guéret Membre du Conseil Economique et Social Député (1936-1942)               |
| 1937    | 1940         | Adrien Perrier (1881-1948) | Rad.                | Cultivateur Maire de Saint-Laurent, conseiller d'arrondissement Nommé conseiller départemental en 1942                                                      |
|         |              |                            |                     | |
| 1945    | 1951         | Camille Petit              | PCF                 | Négociant, conseiller municipal de Guéret |
| 1951    | 1958         | Adrien Duris               | Rad. puis SE        | Administrateur des magasins "Aux Dames de France" Adjoint au maire de Guéret                                                                                |
| 1958    | 1970         | Auguste Tourtaud           | PCF                 | Instituteur Député (1946-1958) |
| 1970    | 1973         | Guy Beck                   | SFIO puis PS        | Haut-fonctionnaire Député (1973-1978) |

### Conseillers d'arrondissement du canton de Guéret (de 1833 à 1940)
Le canton de Guéret avait deux conseillers d'arrondissement.
| Période                                  | Période          | Identité                               | Étiquette      | Qualité |
| ---------------------------------------- | ---------------- | -------------------------------------- | -------------- | --- |
| 1833                                     | 1848             | Auguste François Laroche               |                | Vice-Président du Tribunal de Bellac (Haute-Vienne), puis de celui de Guéret                                |
| 1833                                     | 1836             | Jean Baptiste Vollant                  |                | Notaire, adjoint au maire de Guéret                                                                         |
| 1836                                     | 1839             | André Abdon Poujaud                    |                | Adjoint au maire de Guéret                                                                                  |
| 1839                                     | 1848             | Jean-Baptiste Ernest Purat (1806-1896) |                | Avocat, juge suppléant, maire de Guéret (1840-1842), juge de paix                                           |
|                                          |                  |                                        |                | |
|                                          | 1882 (décès)     | M. Marcellot                           |                | |
|                                          |                  |                                        |                | |
| 1889                                     | 1891 (démission) | Ferdinand Villard                      | Républicain    | Docteur médecin à Guéret                                                                                    |
| 1889                                     | 1899 (décès)     | Léon Jarijon                           | Républicain    | Négociant, adjoint au maire de Guéret                                                                       |
|                                          | 1899 (démission) | Louis Byasson                          | Républicain    | Médecin à Guéret                                                                                            |
|                                          |                  |                                        |                | |
| 1919                                     | 1934             | Louis Auclair                          | Rad.           | Négociant en vins à Guéret                                                                                  |
| 1919                                     | 1925 (décès)     | Édouard Pluyaud (1860-1925)            | Rad. puis SFIO | Directeur d'école et conseiller municipal de Guéret                                                         |
|                                          |                  |                                        |                | |
| 1931                                     | 1934             | Louis Auclair (1883-1935)              | Rad.           | Négociant en vins, Premier adjoint au Maire de Guéret                                                       |
| 1934                                     | 1940             | Jean Philippon                         | Rad.           | Maire d'Ajain                                                                                               |
| 1934                                     | 1937             | Adrien Perrier                         | Rad.           | Cultivateur, maire de Saint-Laurent                                                                         |
| 1937                                     | 1940             |                                        |                | |
| 1940                                     |                  |                                        |                | Les conseils d'arrondissement ont été suspendus par la loi du 12 octobre 1940 et n'ont jamais été réactivés |
| Les données manquantes sont à compléter. |                  |                                        |                | |

### Conseillers généraux du canton de Guéret-Nord (1973 à 2015)
| Période | Période | Identité           | Étiquette | Qualité |
| ------- | ------- | ------------------ | --------- | --- |
| 1973    | 1982    | André Lejeune      | PS        | Professeur Maire de Guéret de 1978 à 1998 Sénateur de 1980 à 1981 et de 1998 à 2009 Député de 1981 à 1993 Président de la Communauté de Communes Guéret-Saint-Vaury de 1998 à 2009 |
| 1982    | 1994    | Marc Coubret       | PS        | Professeur adjoint au maire de Guéret |
| 1994    | 2001    | Bernard de Froment | RPR       | Haut fonctionnaire Député de 1993 à 1997 Président du Conseil Général de 1994 à 1998 Maire de Saint-Fiel (1995-2014)                                                               |
| 2001    | 2015    | Daniel Dexet       | PCF       | Retraité EDF Ancien Maire-Adjoint de Guéret |

## Composition
- Le canton de Guéret regroupait les communes suivantes :

Guéret, Ajain, Ladapeyre, Jouillat, Glénic, Savennes, Saint-Christophe, La Chapelle, Saint-Victor, Saint-Laurent, Saint-Fiel, Sainte-Feyre et La Saunière.
- Le canton de Guéret-Nord groupe 6 communes et compte 9 152 habitants (recensement de 2007 population municipale).

| Communes   | Population (2012) | Code postal | Code Insee |
| ---------- | ----------------- | ----------- | ---------- |
| Ajain      | 1 099             | 23380       | 23002      |
| Glénic     | 592               | 23380       | 23092      |
| Guéret     | 14 066 (1)        | 23000       | 23096      |
| Jouillat   | 462               | 23220       | 23101      |
| Ladapeyre  | 350               | 23270       | 23102      |
| Saint-Fiel | 917               | 23000       | 23195      |

(1) fraction de commune.

## Démographie
| 1975 | 1982 | 1990  | 1999  | 2006  | 2011  | 2012  |
| ---- | ---- | ----- | ----- | ----- | ----- | ----- |
| -    | -    | 9 283 | 8 914 | 8 953 | 9 199 | 9 063 |